# Horná Mičiná
Horná Mičiná – wieś (obec) na Słowacji położona w kraju Bańska Bystrzyca, w powiecie Bańska Bystrzyca.

## Położenie
Horná Mičiná leży u południowych podnóży Gór Bystrzyckich, ok. 7 km na południowy wschód od Bańskiej Bystrzycy. Zabudowania rozłożone są w kotlinie, przez którą przepływa w kierunku południowym źródłowy tok potoku Lukavica. Przez wieś biegnie droga nr 591 z Bańskiej Bystrzycy doDolnej Mičinej i dalej przez Čerín do miejscowości Zvolenská Slatina.

## Historia
Pierwsze wzmianki o miejscowości pochodzą z roku 1293.

## Demografia
Według spisu ludności z dnia 21 maja 2011, wieś zamieszkiwały 524 osoby.
W 2001 roku rozkład populacji względem narodowości i przynależności etnicznej wyglądał następująco:
- Słowacy – 97,34%
- Czesi – 0,61%
- Polacy – 0,20%
- Romowie – 1,02%
- Węgrzy – 0,82%

## Zabytki
- Kościół katolicki pw. św. Michała – murowany, gotycki z XIII w. We wnętrzu cenne średniowieczne freski, odsłonięte jedynie w niewielkiej części oraz barokowy ołtarz z 1700 r. Obok kościoła prosta drewniana dzwonnica.
- Kościół ewangelicki – murowany, klasycystyczny, z 1785 r.
- Ruiny renesansowego dworu obronnego z XVI w.

## Znane osoby, urodzone w Hornej Mičinej
- Ján Chalupka (1791-1871) – słowacki duchowny ewangelicki, dramatopisarz, publicysta;
- August Horislav Krčméry (1822-1891) – ewangelicki duchowny, kompozytor pieśni religijnych, publicysta oraz działacz kulturalno-oświatowy epoki "szturowskiej".

Według narodowej i literackiej tradycji: Samuel Hojč, Samuel Rožnay, Adam Chalupka.